# Aladdin
För andra betydelser, se Aladdin (olika betydelser).

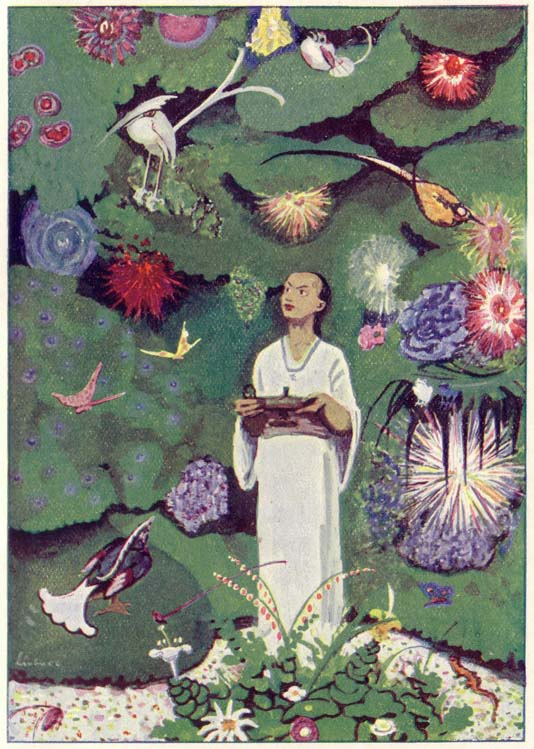
Aladdin i den magiska trädgården, illustration av Max Liebert.

Aladdin är en av historierna i sagosamlingen Tusen och en natt. Historien är där en av de mest kända, även om den egentligen lades till av Antoine Galland.
Namnet Aladdin kommer från arabiska علاء ادين (Alāʼ ad-Dīn), med betydelsen ʼtrons ädelhetʼ.

## Handling
Den ursprungliga historien om Aladdin är en folksaga från Irak. Den handlar om en lat och utfattig yngling vid namn Aladdin, i en kinesisk stad, som rekryteras av en trollkarl från Afrika (förklädd till brodern av Aladdins döde far) för att hämta en oljelampa från en magisk grotta fylld med fällor. Efter att trollkarlen försöker lura honom finner Aladdin sig själv fångad i grottan. Aladdin har dock kvar en magisk ring han fått av trollkarlen, och när han gnuggar sina händer i sorg gnuggar han ringen av misstag, och en ande dyker upp. Aladdin önskar sig ut ur grottan, och återvänder till sin mor. Han har fortfarande kvar lampan, och när hans mor försöker rengöra den kommer en andra, mycket mäktigare, ande fram. Anden måste lyda personen som håller i lampan, och med hjälp av denna ande blir Aladdin rik och mäktig och gifter sig med prinsessan Badroulbadour, sultanens dotter. Anden bygger ett fantastiskt palats till Aladdin, mycket vackrare än sultanens.
Trollkarlen återvänder dock och lyckas få tag i lampan genom att lura Aladdins fru, som inte känner till lampans värde, genom att utbyta "nya lampor mot gamla". Han beordrar anden att ta palatset och prinsessan till hans hem i Afrika. Aladdin har dock kvar den magiska ringen, och med hjälp av den svagare anden lyckas han åtminstone transportera sig till Afrika där han lyckas överlista trollkarlen och få tillbaka sin lampa.

## Aladdin i andra verk
Flera filmer har gjorts baserade på sagan om Aladdin. Den mest kända är Disneys tecknade film Aladdin från 1992. Disney har även gjort filmer och serier som handlar om figurerna från den tecknade filmen, men som egentligen inte är baserade på sagan.
Aladdin förekommer i filmen Tusen och en natt, som återberättar några av de mest kända sagorna från sagosamlingen med samma namn.
H.C. Andersens saga Elddonet är inspirerad av sagan om Aladdin.

### Filmatiseringar i urval
- Aladdin and the Wonderful Lamp (1917), i regi av Chester M. Franklin och Sidney A. Franklin är den tidigaste kända filmatiseringen av berättelsen.
- Den animerade filmen Die Abenteuer des Prinzen Achmed (1926) handlar om både Aladdin och prins Achmed.
- Technicolorfilmen Aladdins Äventyr (1945), med Cornel Wilde som Aladdin, Evelyn Keyes som Anden och Adele Jergens som prinsessan.
- Aladdins äventyr (1961) i regi av Mario Bava och Henry Levin, med Donald O’Connor i rollen som Aladdin.
- Den animerade filmen Aladdin et la lampe merveilleuse av Jean Image hade premiär år 1970 i Frankrike.
- Den animerade filmen Aladdin (1992), producerad av Disney, som fått uppföljarna Jafars återkomst (1994) och Aladdin och rövarnas konung (1996).
- Aladdin (2019), nyinspelning av Disneys animerade film från 1992. Med Mena Massoud i titelrollen, Naomi Scott som Jasmine och Will Smith som Anden.